# Chanderi
Chanderi è una suddivisione dell'India, classificata come municipality, di 28.313 abitanti, situata nel distretto di Ashoknagar, nello stato federato del Madhya Pradesh. In base al numero di abitanti la città rientra nella classe III (da 20.000 a 49.999 persone).

## Geografia fisica
La città è situata a 24° 45' 15 N e 78° 07' 21 E.

## Società

### Evoluzione demografica
Al censimento del 2001 la popolazione di Chanderi assommava a 28.313 persone, delle quali 14.696 maschi e 13.617 femmine. I bambini di età inferiore o uguale ai sei anni assommavano a 4.934, dei quali 2.534 maschi e 2.400 femmine. Infine, coloro che erano in grado di saper almeno leggere e scrivere erano 17.667, dei quali 10.613 maschi e 7.054 femmine.